# Shahed

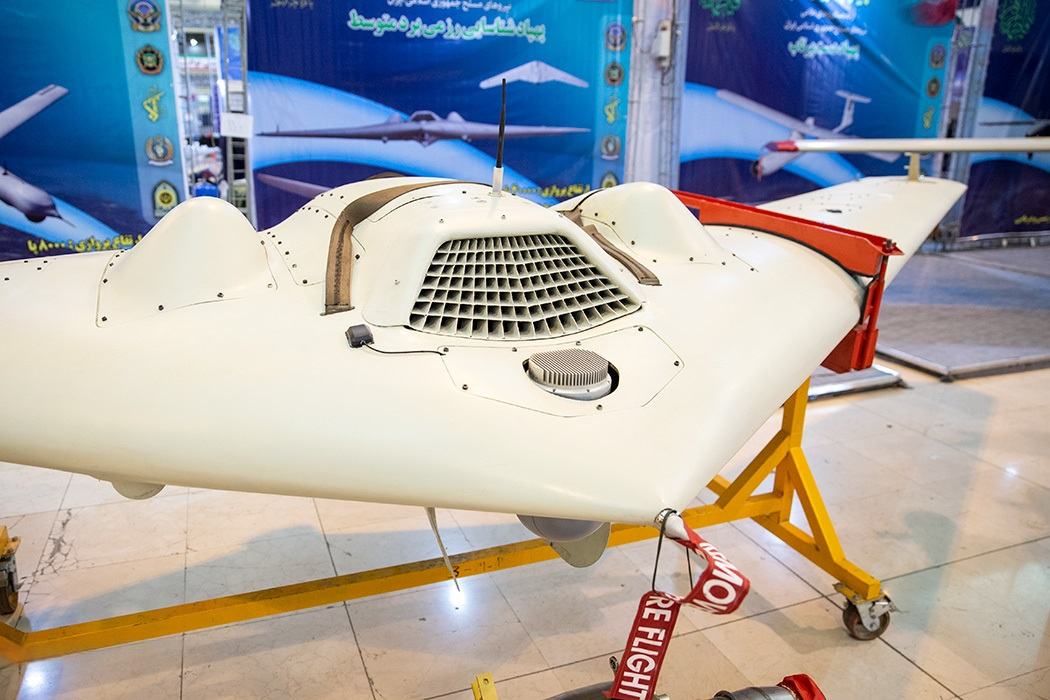
Una variante del Shahed Saegheh-2.

Los drones Shahed son vehículos aéreos de combate no tripulados (por sus siglas en inglés, unmanned combat air vehicle) y municiones merodeadoras (drones kamikaze explosivos) desarrollados por la empresa iraní Shahed Aviation Industries. Se afirma que los drones son fabricados con componentes comerciales. El nombre «Shahed» proviene de la palabra شاهد (‘testigo’) comunes en persa y en árabe.

## Desarrollo

### Irán
Los drones son desarrollados por Shahed Aviation Industries. A pesar de las sanciones internacionales contra Irán, los drones son fabricados con piezas comerciales de empresas con sede en Estados Unidos, Suiza, Países Bajos, Alemania, Canadá, Japón y Polonia. Debido a su disponibilidad comercial, los componentes están poco regulados o no están controlados, y según un informe ucraniano presentado al G7, las piezas se importan a Irán desde Turquía, India, Kazajistán, Uzbekistán, Vietnam y Costa Rica. Supuestamente, cada planta de fabricación de drones en Irán tiene dos sitios de reemplazo para garantizar que la producción no se interrumpa en caso de un ataque aéreo.
El 5 de diciembre de 2011, el gobierno iraní confiscó un UAV estadounidense Lockheed Martin RQ-170 Sentinel, que había sido requisado y derribado por la unidad de guerra cibernética de Irán. Posteriormente, Shahed Aviation Industries realizó ingeniería inversa del UAV estadounidense y utilizó el conocimiento adquirido para desarrollar el Shahed 171 Simorgh y el Shahed 191 (Shahed Saegheh).

### Rusia
Durante el septuagésimo octavo período de sesiones de la Asamblea General de las Naciones Unidas en septiembre de 2023, Estados Unidos acusó a Irán de suministrar drones a Rusia durante la invasión rusa de Ucrania y de ayudar a Rusia en el desarrollo de una planta de producción de drones. El presidente iraní, Ebrahim Raisi, negó las acusaciones y respondió: «Estamos en contra de la guerra en Ucrania». Meses antes, Sky News recibió supuestas pruebas documentales con fecha del 14 de septiembre de 2022 de una fuente informada de que Rusia había comprado más de un dólar a un grupo de extremistas de la oposición, millones de proyectiles de artillería y de tanques y cohetes. En junio de 2023, un hallazgo de inteligencia estadounidense publicado por la Casa Blanca informó que Irán estaba suministrando a Rusia materiales para construir una planta de fabricación de drones. En febrero de 2024, se filtró evidencia documental adicional que revelaba compras de drones por parte de Rusia y un acuerdo para que Irán ayudara a Rusia a desarrollar una planta de fabricación, ambos adquiridos por un total de 1750 millones de USD, pagados en lingotes de oro.
Según el documento presentado al G7, el gobierno iraní está tratando de «desvincularse del suministro de armas a Rusia» y que «[no] puede hacer frente a la demanda rusa y la intensidad de su uso en Ucrania». En consecuencia, la fábrica de drones Yelabuga se estableció en la Zona Económica Especial de Alabuga, parte de la República de Tartaristán, una región autónoma de Rusia, más de 1300 km de la frontera entre Rusia y Ucrania. La fábrica está situada junto al río Kama, lo que permite el transporte por barco directamente desde Irán a través del mar Caspio, y es operada por la empresa Albatross, que emplea a estudiantes de tan solo quince años de edad del Colegio Politécnico de Alabuga para construir los drones de combate. Rusia pretende construir 6000 UCAV para el verano de 2025 a un ritmo de 310 drones por mes si la fábrica opera las veinticuatro horas del día, y pronostica que el costo de producción de un Geran-2 será de 48 000 USD. Sin embargo, Rusia ha mejorado los drones a lo largo de varias iteraciones y, en consecuencia, ha aumentado el costo de producción unitario a alrededor de 80 000 USD a partir de abril de 2024.
En un ataque del 2 de abril de 2024, Ucrania lanzó una munición improvisada de largo alcance dirigida contra las instalaciones de producción de drones de Rusia, supuestamente causando «daños significativos».

## Shahed 101
El Shahed-101 tiene una autonomía de vuelo estimada de 800 a 900 km y puede transportar una ojiva de al menos 10 kg a una velocidad de 120 km/h. Se dice que Irán y Rusia han colaborado durante los últimos dos años para aumentar las capacidades y el rendimiento de los numerosos UAV que poseen. El dron comenzó a ser utilizado por Hezbolá en los enfrentamientos en el sur del Líbano, se trata de un aparato muy maniobrable y especialmente difícil de detectar, «Por primera vez desde el comienzo de la guerra, el Hezbolá ha empezado a utilizar los nuevos drones iraníes Shahed 101», reveló Itay Blumenthal, corresponsal de asuntos militares de la emisora pública israelí Kan. Estos drones son «muy difíciles de detectar e interceptar para la Fuerza Aérea». Blumenthal añadió que los nuevos drones son eléctricos, a diferencia de los drones Ababil utilizados anteriormente por Hezbolá, que tienen motores de gasolina. Señaló que son «extremadamente silenciosos y casi imposibles de escuchar desde el suelo».Debido a su baja altitud y su pequeña sección transversal de radar, es difícil de detectar para la defensa aérea enemiga. También utiliza el terreno sobre el que vuela para disfrazar su trayectoria. Los componentes clave del dron se pueden adquirir en el mercado civil por unos cientos de dólares. Entre ellos se incluyen varios motores de fabricantes japoneses y alemanes, entre otros, y un ordenador de vuelo producido por una empresa china (se han encontrado ordenadores similares en vehículos aéreos no tripulados rusos que se estrellaron en Ucrania).

## Shahed 107
El Shahed 107 fue revelado a Sky News por una fuente de seguridad anónima en enero de 2024. Se describió como una munición merodeadora con posibles tecnologías de reconocimiento, como una transmisión de video en vivo. La fuente también informó que se trata de 2.5 m de largo y tiene una envergadura de 3 m. El UCAV puede lanzarse desde un vehículo y se estima que tiene un alcance de hasta 1500 km. La fuente también dijo a Sky News que Irán había ofrecido «algunas unidades» a Rusia en un acuerdo por un valor de más de dos millones de dólares.

## Shahed 121

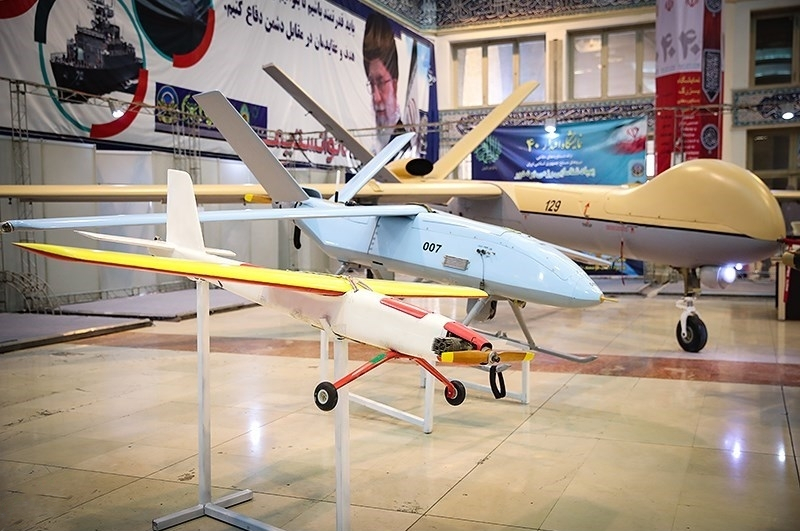
Shahed 121 en azul y, a la derecha, un Shahed 129 con un radomo rediseñado.

El Shahed 121 fue visto por primera vez en 2016 cuando voló sobre el USS Harry S. Truman, un portaaviones de propulsión nuclear, en el espacio aéreo internacional. La Marina estadounidense consideró que se trataba de una violación de seguridad que no ocurría desde 2014. El incidente ocurrió después de un acuerdo nuclear que Irán firmó con potencias mundiales, incluido Estados Unidos. Un helicóptero Seahawk de la Marina de Estados Unidos filmó el incidente. El vuelo del Shahed 121 fue considerado seguro por las autoridades iraníes ya que sus alas estaban todas «limpias», lo que implica que el dron no llevaba armas y no era peligroso para los barcos, pero el alto mando de la Marina estadounidense lo calificó de «anormal» y «poco profesional».

## Shahed 129
El Shahed 129, a veces S129, es un UCAV monomotor iraní de altitud media y larga resistencia diseñado para los Cuerpos de la Guardia Revolucionaria Islámica. Es capaz de realizar misiones de combate y reconocimiento, tiene una autonomía de 24 horas y es similar en tamaño, forma y función al misil estadounidense MQ-1 Predator. El Shahed 129 se ha utilizado para ataques aéreos en la guerra civil siria y para patrullar la frontera oriental de Irán. Se esperaba que a partir de 2017, que el Shahed 129 y el Shahed Saegheh serían la columna vertebral de la flota de vehículos aéreos no tripulados de alta gama de Irán durante al menos la década siguiente.

## Shahed 131 (Geran-1)

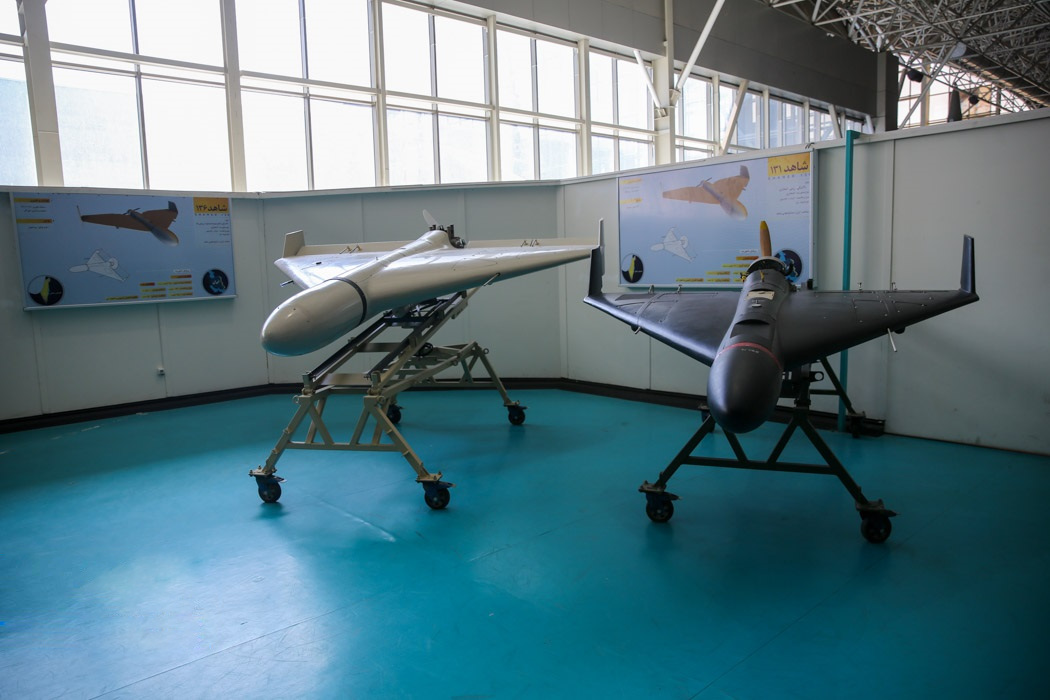
Dos drones Shahed 131

El Shahed 131, también llamado Geran-1 (en ruso: Герань-1, literalmente ‘Geranio-1’) en servicio ruso, saltó a la fama en octubre de 2022 durante la invasión rusa de Ucrania. Está propulsado por un motor Wankel modelo Shahed-783/788. Se descubrió que la unidad de control de vuelo Shahed-131 puede conectarse con los satélites Iridium, lo que en teoría permite alterar la trayectoria de vuelo en pleno vuelo. El controlador de vuelo tiene un sistema de navegación inercial de respaldo mediante giroscopio MEMS. Sus instrucciones principales se derivan de una unidad GPS de grado comercial.
El Shahed 131 se distingue visualmente por los estabilizadores verticales que se extienden solo hacia arriba desde los extremos de las alas, mientras que en el Shahed 136, más grande, se extienden tanto hacia arriba como hacia abajo. Tiene un peso de 15 kg y un alcance de 900 km.

## HESA Shahed 136 (Geran-2)

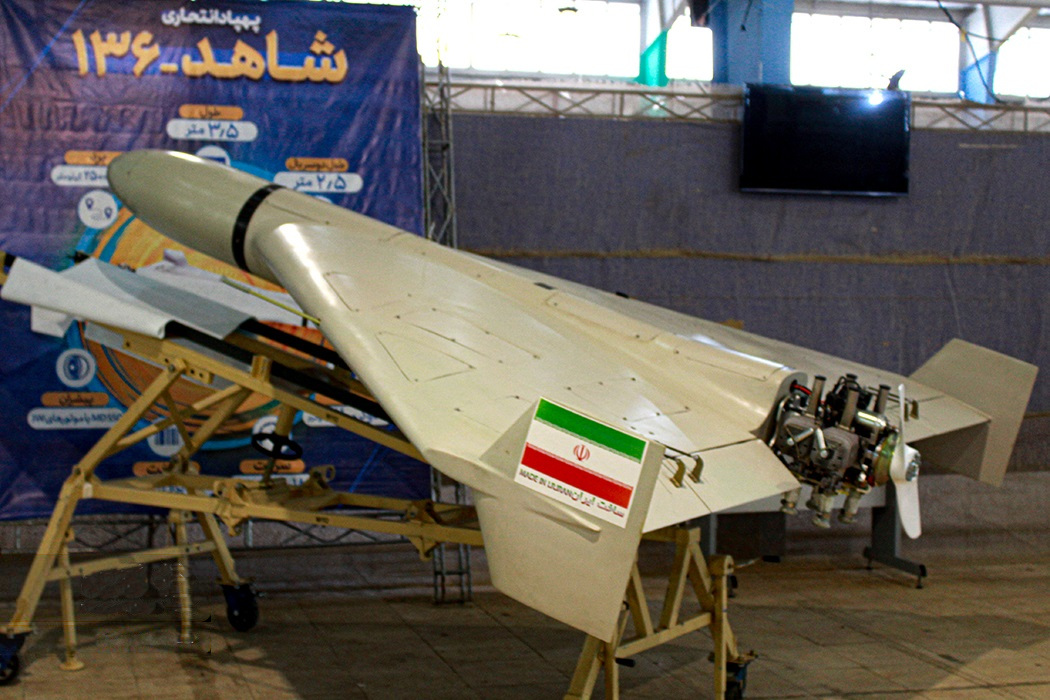
Vista lateral de Shahed 136

El HESA Shahed 136, o simplemente Shahed 136, conocido también como Geran-2 (en ruso: Герань-2) en servicio en Rusia, es una munición merodeadora en forma de un UCAV autónomo con propulsión por hélice. Está diseñado y fabricado por Iran Aircraft Manufacturing Industrial Company, o HESA, en asociación con Shahed Aviation Industries.  Su primera aparición fue el 13 de septiembre de 2022, cuando se hicieron públicas fotografías de los restos de un dron utilizado por las fuerzas rusas durante la invasión de Ucrania. Las alas tenían la inscripción «M412 Герань-2» (‘M412 Geranio-2’ en ruso) como un medio para disfrazar el dron y ocultar la participación de Irán en la invasión de Ucrania, pero fue reconocido por el diseño de sus alas, y Ucrania y sus aliados occidentales consideran que los drones Geran-2 son redesignados como drones Shahed 136 de fabricación iraní. Los expertos han estimado que fabricar un Shahed 136 cuesta entre 20 000 USD y 50 000 USD. Una serie de correos electrónicos y documentos filtrados revelaron que Rusia había comprado 6000 Shahed 136 por 193 000 USD cada uno en 2023.
Los drones se utilizaron en los ataques con misiles de octubre de 2022 en Kiev

## Shahed 147
El Shahed 147 es un UAV de vigilancia de doble cola, gran altitud y larga autonomía (HALE) propulsado por un motor turbohélice. Tiene una envergadura de 26 m y una altitud máxima de vuelo de más de 18 000 m. El dron también posee imágenes de radar de apertura sintética para vigilancia. El Shahed 147 fue presentado durante la Exhibición de la Fuerza Aeroespacial Iraní del 19 de noviembre de 2023, a la que asistió el líder supremo iraní, Ali Khamenei.

## Shahed 149 Gaza
El Shahed 149 Gaza se presentó el 21 de mayo de 2021 y recibió el nombre de la Franja de Gaza en honor a la lucha de los palestinos en medio de la crisis entre Israel y Palestina de 2021. El dron es un UAV de gran altitud y larga resistencia similar en tamaño, forma y función al dron estadounidense MQ-9 Reaper. Es más grande y más pesado que el anterior Shahed 129.. Tiene una duración de vuelo de 24 horas, un radio operativo máximo de 2500 km, una envergadura de 21 m, una velocidad máxima de 340 km/h y es capaz de transportar trece bombas y 500 kg de equipo electrónico.. Fue el primer UAV iraní propulsado por un motor turbohélice..

## Shahed 171 Simorgh

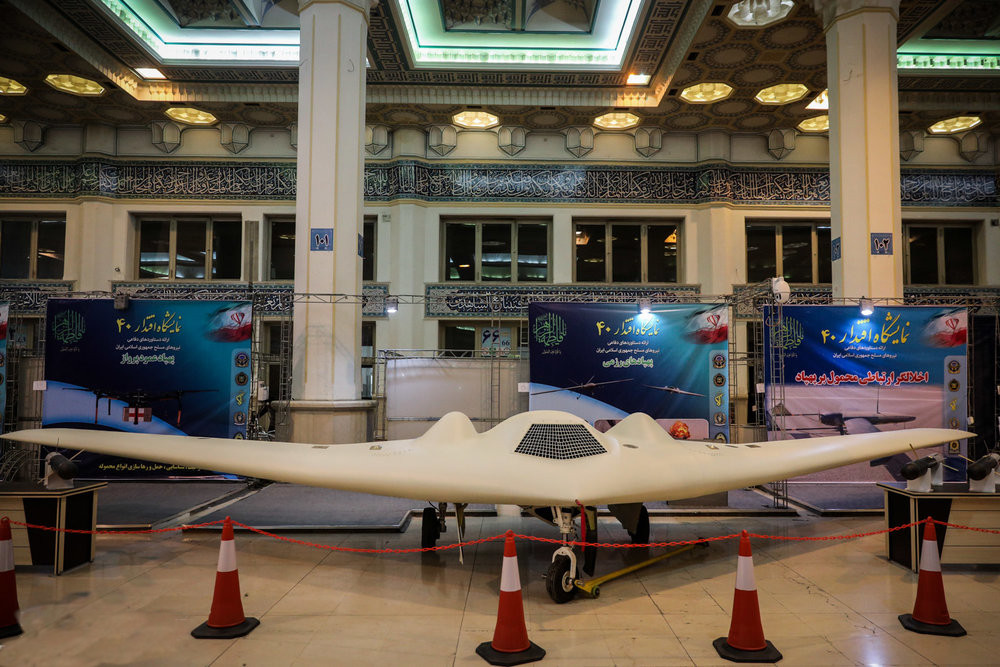
Shahed 171 Simorgh

El Shahed 171 Simorgh, llamado así por un pájaro benévolo de la mitología persa, y llamado IRN-170 por el gobierno de los EE. UU.,  es un UCAV de ala voladora con propulsión a chorro. Se basa en un UAV estadounidense Lockheed Martin RQ-170 Sentinel que fue confiscado por Irán en 2011 y modificado mediante ingeniería inversa.

## Shahed 191 (Shahed Saegheh)
El Shahed 191, también llamado «Shahed Saegheh», a veces escrito «Saeqeh», fue presentado por primera vez en una exposición de armas iraní en octubre de 2016. El sobrenombre de Saegheh proviene de la palabra persa صاعقه (‘rayo’). Al igual que el Shahed 171 Simorgh, el Shahed 191 está basado en el Lockheed Martin RQ-170 Sentinel confiscado. El Shahed 191 tiene dos variantes, el Saegheh-1 y el Saegheh-2.

### Saegheh-1
El Saegheh-1 es un UCAV de ala volante propulsado por un turbofán y un motor de pistón. El dron puede transportar dos misiles Sadid-1 externamente, un peso de carga útil combinado de 50 kg.

### Saegheh-2
El Saegheh-2 es un UCAV de ala voladora con propulsión a chorro que se lanza desde un automóvil en movimiento. Según se informa, puede volar a una velocidad de crucero de 300 km/h durante poco más de 4.5 horas y puede recorrer una distancia de al menos 450 km. El Saegheh-2 puede transportar internamente dos misiles Sadid-1.

## Shahed 238
El Shahed 238 es una munición merodeadora propulsada por turborreactor. En septiembre de 2023, un tráiler de un documental de la televisión estatal iraní sobre el desarrollo de drones iraníes reveló una nueva versión del Shahed 136 propulsada por un motor a reacción. El nuevo dron se presentó públicamente en noviembre de 2023 durante una exhibición de logros aeroespaciales organizada por el Cuerpo de la Guardia Revolucionaria Islámica, a la que asistió el líder supremo iraní, Ali Jamenei. Se exhibieron tres variantes en un esquema de color negro, aunque se desconoce si se trata de un material que absorbe el radar o simplemente un esquema de pintura para operaciones nocturnas.
Un general mayor ruso afirmó en una entrevista con la agencia rusa Sputnik que el Shahed 238 sería una nueva versión del Geran-2, y que sería capaz de viajar a velocidades máximas de 800 km/h durante una inmersión. Irán, sin embargo, afirma que puede alcanzar velocidades máximas considerablemente más bajas, de sólo 500 km/h, propulsado por el motor microturborreactor Toloue-10 o Toloue-13 896. Debido al nuevo motor, en comparación con el HESA Shahed 136, hay menos espacio disponible para el combustible, lo que presumiblemente resulta en una autonomía de vuelo y un tamaño de carga útil reducidos.
Las tres variantes del Shahed 238 tenían cada una sistemas de guía diferentes: uno con sistemas básicos de navegación inercial basados en GPS y GLONASS, como los utilizados en el Shahed 136, para alcanzar objetivos fijos; sensores de cámara electroópticos e infrarrojos para búsqueda de calor, con algunos informes que sugieren que los misiles podrían ser dirigidos por un operador utilizando la transmisión de video; y un sistema de detección de radar para atacar las defensas aéreas y otros radares, lo que permite su uso para la supresión de las defensas aéreas enemigas.

### Historial operativo
A principios de enero de 2024, surgieron pruebas que sugerían que Rusia había lanzado al menos un Shahed 238 en un ataque contra Ucrania. El análisis de un modelo destruido encontró varios componentes occidentales, como un motor turborreactor checo PBS TJ150, chips electrónicos de los fabricantes estadounidenses Intel y Texas Instruments y antenas de navegación por satélite de Tallysman Wireless, lo que indica que Irán ha encontrado un medio para eludir las sanciones internacionales.

## Lista de modelos

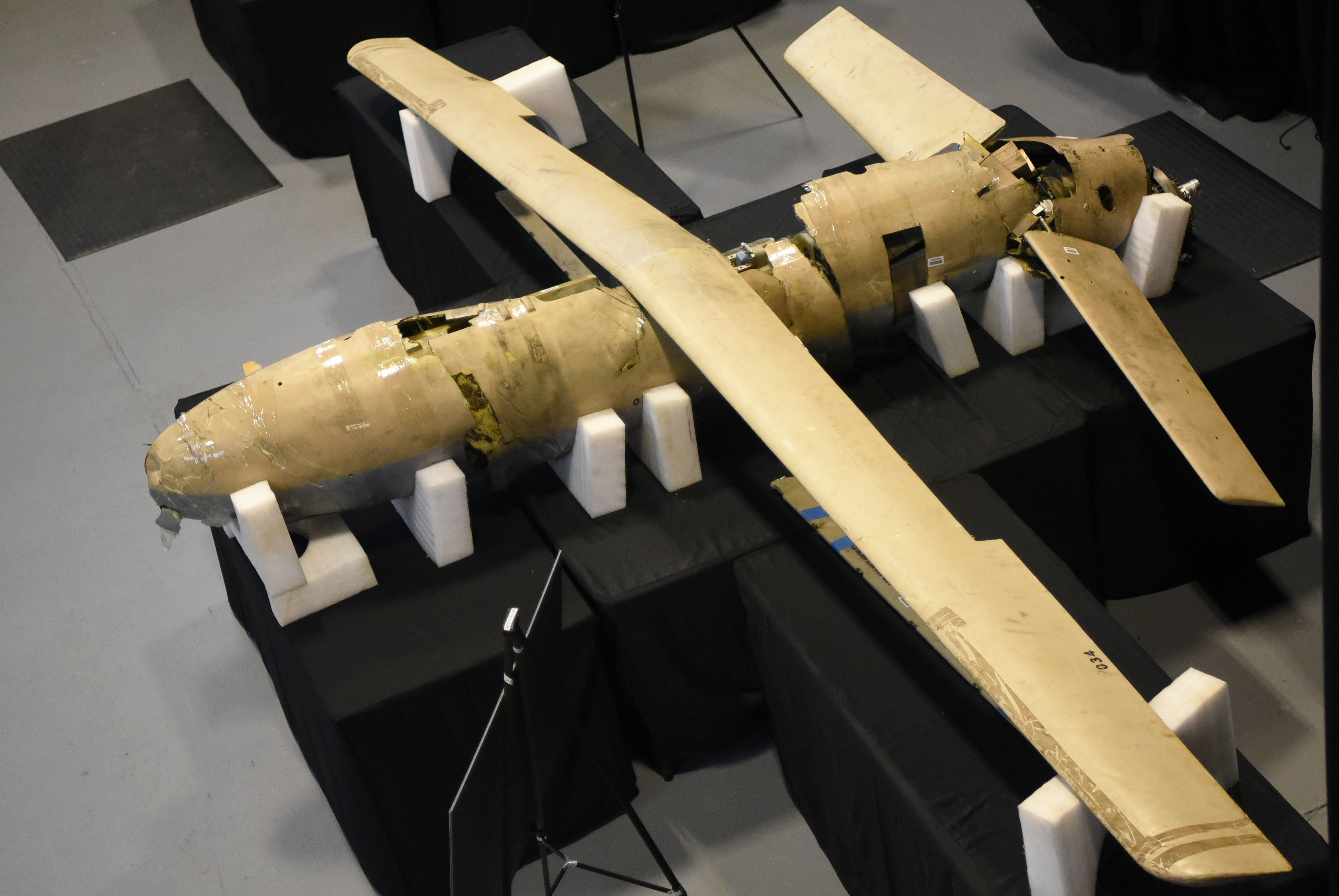
Restos de un Shahed 123

Los modelos incluyen los siguientes (en orden numérico):
- Shahed 101
- Shahed 107
- Shahed 121
- Shahed 123
- Shahed 125
- Shahed 129
- Shahed 131
- Shahed 133
- HESA Shahed 136
- Shahed 141
- Shahed 147
- Shahed 149 Gaza
- Shahed 161
- Shahed 171 Simorgh
- Shahed 178
- Shahed 191
  - Shahed Saegheh-1
  - Shahed Saegheh-2
- Shahed 197
- Shahed 238